# Буддизм в Пакистане
Буддизм в Пакистане (англ. Buddhism in Pakistan) — исповедует очень ограниченное число населения. Практически все буддисты покинули Пакистан после раздела Британской Индии.

## История

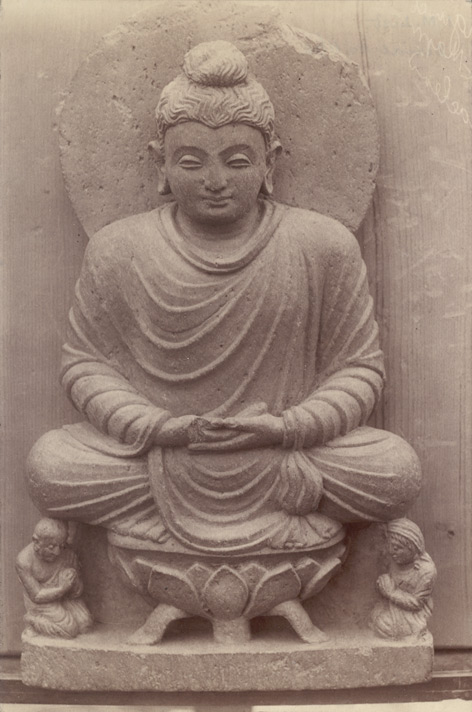
Статуя Будды в долине Сват

В пакистанской долине Сват находится множество археологических памятников буддийской культуры. Много веков назад на севере Пакистана и в Афганистане было буддийское царство под названием Гандхара. В то время Гандхара была крупным центром буддистской цивилизации. Миссионеры из Гандхары вместе с другими монахами из Центральной Азии со II века проповедовали буддизм в столице Китая Лояне, и занимались переводом на китайский язык буддийских текстов, при этом они переводили как труды махаяны, так и тхеравады.
После прихода ислама, мусульманское населения долины Сват с уважением относилось к буддийскому наследию в виде памятников и статуй. В 20 веке буддийские руины стали туристической достопримечательность провинции Хайбер-Пахтунхва. Некоторые из руин признаны Организацией Объединенных Наций в качестве мирового наследия.
В последние годы буддийские памятники оказались под угрозой уничтожения со стороны талибов, которые в недавнем прошлом занимали большую часть долины Сват. Аднан Сами давал интервью для канадского журнала Maclean's в котором сообщил, что большинство памятников буддийской архитектуры остаются нетронутыми в Пакистане, несмотря на решимость талибов уничтожить их. Однако добавил, что многие исторические памятники по-прежнему находятся в опасности и пакистанские официальные лица не знают, в каком состоянии объекты буддийского наследия вдали от крупных городов.

## Тахти-Бахи
Тахти-Бахи — буддийский монастырский комплекс I в. до н. э. По мнению археологов, он великолепно демонстрирует архитектуру буддийских монастырских центров той эпохи. Он был внесён в список Всемирного наследия ЮНЕСКО в 1980 году.
Он расположен в 15 км от города Мардан в пакистанской провинции Хайбер-Пахтунхва. Маленький фортифицированный город той же эпохи расположен поблизости. Также руины располагаются вплотную к современной деревне.